# Barbara Wiltsche
Barbara Wiltsche (* um 1965) ist eine ehemalige österreichische Tischtennis-Nationalspielerin. Sie gehörte in den 1980er Jahren zu den besten Spielerinnen Österreichs.

## Werdegang
Barbara Wiltsche stammt aus Judenburg, wo sie beim Verein ATUS Judenburg ihre Laufbahn begann. Erste Erfolge erzielte sie bei den österreichischen Jugendmeisterschaften, als sie 1978 mit Harald Koller den Titel im Mixed gewann. 1983 erreichte sie im Einzel das Endspiel, im Doppel mit Elisabeth Maier und im Mixed mit Peter Eckel wurde sie österreichischer Jugendmeister.
Bei den Erwachsenen gewann sie erstmals 1981 die österreichische Meisterschaft im Einzel. Diesen Titel verteidigte sie von 1982 bis 1984. 1985 war sie wegen ihres Engagements in Deutschland nicht mehr für die nationalen Meisterschaften spielberechtigt, aber 1993 gelang ihr nochmals der Titelgewinn. Dazu kommen mehrere vordere Platzierungen:
- 1978: Platz 2 im Mixed mit Erich Amplatz
- 1979: Platz 2 im Doppel mit Carmen Traunig, Sieg im Mixed mit Erich Amplatz
- 1981: Sieg im Doppel mit Dolores Fetter, Platz 2 im Mixed mit Peter Eckel
- 1982: Sieg im Doppel mit Dolores Fetter, Platz 2 im Mixed mit Peter Eckel
- 1984: Platz 2 im Mixed mit Peter Eckel
- 1988: Sieg im Doppel mit Vera Kottek, Platz 2 im Mixed mit Peter Eckel
- 1991: Sieg im Doppel mit Vera Kottek
- 1992: Sieg im Doppel mit Karin Albustin
- 1993: Platz 2 im Doppel mit Karin Albustin

Von 1981 bis 1983 errang Barbara Wiltsche beim Bundesranglistenturnier Platz eins.
Zwischen 1978 und 1988 nahm sie dreimal an Weltmeisterschaften und sechsmal an Europameisterschaften teil. Dabei kam sie niemals in die Nähe von Medaillenrängen. In der ITTF-Weltrangliste belegte sie 1985 Platz 77.
1984 wechselte Barbara Wiltsche in die deutsche Bundesliga zum VSC Donauwörth. 1989 schloss sie sich dem österreichischen Verein SPG Korneuburg an, wo sie 1996 ihre aktive Laufbahn beendete.

## Privat
Barbara Wiltsche studierte in Wien Jura.

## Turnierergebnisse
| Verband | Veranstaltung     | Jahr | Ort       | Land | Einzel     | Doppel    | Mixed     | Team |
| ------- | ----------------- | ---- | --------- | ---- | ---------- | --------- | --------- | ---- |
| AUT     | Weltmeisterschaft | 1987 | New Delhi | IND  | letzte 128 | letzte 64 | letzte 64 | 31   |
| AUT     | Weltmeisterschaft | 1985 | Göteborg  | SWE  | letzte 128 | letzte 32 | Qual      | 20   |
| AUT     | Weltmeisterschaft | 1981 | Novi Sad  | YUG  | letzte 128 | letzte 32 | Qual      | 18   |